# Кувватов, Умарали Иззатович
Умарали Иззатович Куватов (тадж. Умаралӣ Қувватов; 21 ноября 1968, Душанбе — 5 марта 2015, Стамбул) — таджикский предприниматель, основатель и лидер оппозиционного общественно-политического движения «Группа 24».

## Биография
Вырос в детском доме. Работал шлифовщиком на заводе, затем ушёл в бизнес — создал компанию по доставке сжиженного газа, ГСМ и строительных материалов в Таджикистан.
В 2001—2012 годы в сотрудничестве с Шамсулло Сохибовым поставлял горюче-смазочные материалы для группировки войск НАТО в Афганистане.
В 2003 году создал и в течение 10 лет возглавлял компанию «Точирон», специализировавшуюся на транспортировке газа и нефти. Разработал ряд проектов: «Голд Тур Транс» (международные транспортные перевозки), «Автодиагностика» (диагностика и технический осмотр автотранспорта), кирпичный завод (выпуск жжёного кирпича), трубопровод через Нижний Пяндж, перегон сжиженного газа и нефтепродуктов в Афганистан.

### Политическая деятельность
После конфликта с Ш.Сохибовым летом 2012 года эмигрировал в Москву, где вновь занялся бизнесом. Заявлял, что ему пришлось уехать из-за преследований со стороны руководства страны.
В 2012 году, будучи в Москве, создал оппозиционное движение «Группа 24», которое заявляет о необходимости отставки президента Таджикистана. В радиоконференциях на интернет-радиоканале «Новый Таджикистан-2» У.Кувватов вёл беседы о политической и экономической жизни Таджикистана, резко критиковал политику руководства и правительства Таджикистана. . «Группа-24» намеревалась выставить своего кандидата на президентских выборах 2013 года.
В декабре 2012 года глава компании «Точирон» Файзулло Гуломов обвинил Умарали Кувватова, своего бывшего партнера по бизнесу, в присвоении обманным путём миллионов долларов, принадлежавших «Точирону» и некоторым афганским и китайским компаниям. Обвинение в присвоении обманным путём 6 миллионов сомони прозвучало также 25 января 2013 на пресс-конференции главы антикоррупционного агентства Фаттоха Саидова (Душанбе).
Когда Таджикистан запросил его выдачи, выехал в Дубай (ОАЭ), 23 декабря 2012 года был арестован в аэропорту Дубай при попытке вылететь в Брюссель (как позже заявили власти Таджикистана, задержание было осуществлено по их запросу). Был освобождён в августе 2013, в Таджикистан не экстрадирован.
Уехал в Турцию, где обратился за международной защитой по линии УВКБ ООН, ожидал получение статуса беженца. 19 декабря 2014 года вместе с тремя соратниками (Хусейн Ашуров, Сухроб Тураев, Абдурашид Хомидов) был задержан в Стамбуле службой безопасности Турции за нарушение режима пребывания, освобождён 3 февраля 2015.

### Убийство
Умарали Кувватов был убит 5 марта 2015 года в Турции выстрелом в голову на глазах его жены и несовершеннолетних детей. Похоронен 9 марта 2015 на кладбище Килёс (Стамбул).
26 февраля 2016 года судом города Стамбул за убийство лидера «Группы 24» Умарали Кувватова к пожизненному заключению приговорён Сулаймон Каюмов, гражданин Таджикистана.. Кассационная жалоба находится на рассмотрении Верховного суда Турции, по состоянию на октябрь 2016 решение не принято. Два других подозреваемых в убийстве, также граждане Таджикистана, покинули территорию Турции и разыскиваются по линии Интерпола; их имена в целях безопасности не разглашаются.

## Семья
Жена — Кумринисо Хафизова ; шесть детей.
Супруге и детям У.Кувватова после его гибели предоставлен статус беженца в одной из стран американского континента.